# 渡辺亮
渡辺 亮（わたなべ りょう、1982年2月10日 - ）は、徳島県鳴門市出身の元プロ野球選手（投手）、プロ野球コーチ。

## 経歴

### プロ入り前
実家の近所に鳴門競艇場があり、少年時代は競艇選手を目指していた。競艇のための体力をつける目的で野球をしていたが、鳴門工業高校時代に身長が規定（172 cm以下。18歳未満時は168 cm以下）を超えてしまい、競艇選手の道を断念した。
高校では初めは遊撃手であったが、投手ができる選手がいなくなったため2年生から投手に転向。3年生時に春の甲子園に出場した。同志社大学では2年春にベストナインを受賞するなど大学通算48試合に登板し26勝13敗、防御率1.62, 316奪三振。4年の秋季リーグではチームを優勝に導き、最優秀選手賞と最優秀投手賞を獲得した。その後の明治神宮大会関西代表決定戦では初戦で延長12回を完投したが内野安打が決勝点となって敗れた。
その後社会人野球の日本生命に進み、第48回JABA岡山大会で最高殊勲選手賞を獲得。2005年の大学生・社会人ドラフト4巡目で阪神に指名され入団した。背番号は25。この年は社会人野球で活躍することができず、本人はこの年に自分がプロから指名されるとは思っていなかった。

### プロ入り後
2006年（1年目）は二軍での生活に終始。同年の秋季キャンプから2007年の春季キャンプまでは、ナックルボールの習得を目指した。この挑戦は話題になり、ナックルボールについて英語と日本語で解説した差出人不明のエアメールが届くこともあった。しかし、実戦で使えるレベルのナックルボールを習得するには至らなかった。
2007年は、4月22日に入団後初の一軍昇格を果たすと、同日の対読売ジャイアンツ戦で一軍初登板。シーズン当初は敗戦処理での登板が多かったが、安定した投球を続けた。同じリリーフ右腕の橋本健太郎が腰痛で戦線を離脱してからは、先発投手と「JFK」を繋ぐ場面での起用が増加。8月3日の対広島東洋カープ戦（阪神甲子園球場）で1点ビハインドの7回裏に登板して1イニングを無失点に抑えたところ、8回表に味方が勝ち越したため一軍でのプロ初勝利を挙げた。チームのシーズン3位で進出した2007年のクライマックスシリーズでは、中日ドラゴンズとのファーストステージで第3戦の先発に内定。しかし、チームが2連敗で敗退したため実現しなかった。同シリーズの終了後には結婚している。シーズンオフには、FA権の行使によって広島から入団した新井貴浩が背番号25を着けた関係で、背番号を12に変更した。
2008年は、春季キャンプからオープン戦までは振るわず二軍への降格も経験したが、公式戦の開幕を一軍で迎えた。シーズン中には「JFK」の一角を構成していたジェフ・ウィリアムスが故障で離脱したため、「JFK」の1人であった久保田智之と共にセットアッパーへ起用。その久保田が不調の時期には、単独でセットアッパーを務めたことによって、「渡辺 ・ウィリアムス ・藤川球児 」という継投のパターンが定着。前述の「JFK」と同様に、3名の頭文字を取って「WWF」とも称された。
2009年も、前年に続いて中継ぎ陣の一角として活躍。ただし、後半戦に一時二軍へ降格するなどやや不調であった。逆に一軍の中継ぎ陣が総じて不調であった2010年は、投球内容がおおむね安定していた。
2011年は、藤川と共に「勝利の方程式」として期待された久保田と小林宏之がいずれも不調であったために、クローザーの藤川に繋ぐセットアッパーの1人として活躍した。
2012年は、一軍公式戦50試合に登板したことによって、6年連続で40試合以上の登板を達成した。だが他の中継ぎ投手陣が好調だった影響で、前年に比べて接戦の場面での登板が減少。勝敗を記録しないままシーズンを終えた。
2013年は、春季キャンプ中に右肩の違和感を訴えたため開幕を二軍で迎えた。しかし、先発からクローザーに転向した久保康友の救援失敗が相次いだため、5月29日に久保と入れ替わる格好で同年初の出場選手登録。中継ぎ投手陣の一角を担っていたが、7月25日の対東京ヤクルトスワローズ戦にて1回1/3を3失点と打ち込まれたため、翌26日に登録を抹消された。9月13日に再び登録されたが、3日後の16日に登録を抹消されると、そのままシーズンを終えた。
2014年以降は、前述した右肩痛の影響で、一軍公式戦での登板機会が徐々に減少。同年には14試合、2015年には1試合の登板にとどまった。2015年9月29日には、翌年の戦力構想から外れていることが判明。同年10月1日に、阪神甲子園球場内での記者会見で現役引退を表明した。同月30日に、NPBから任意引退選手として公示。

### 引退後
2016年1月1日付で、阪神の球団本部プロスカウトに就任した。2019年1月1日付でアマスカウトに転身し、関西地区の選手を担当。主な担当選手として井上広大（2019年ドラフト2位）、小野寺暖（2019年育成ドラフト1位）、佐藤輝明（2020年ドラフト1位）、椎葉剛（2023年ドラフト2位）らがいる。
2023年11月10日、2024年から二軍投手コーチを務めることが発表された。背番号は89。

## 選手としての特徴
ストレートの平均球速141km/h（2012年）。6シーズン連続で40試合以上登板し、鉄腕とも評された。
一軍公式戦での通算登板数は362試合で、全て救援での登板だった。ショートリリーフが多かった影響で、通算で75ホールドポイントを記録しながら、セーブが付くことはなかった。

## 詳細情報

### 年度別投手成績
| 年 度     | 球 団     | 登 板 | 先 発 | 完 投 | 完 封 | 無 四 球 | 勝 利 | 敗 戦 | セ 丨 ブ | ホ 丨 ル ド | 勝 率 | 打 者 | 投 球 回 | 被 安 打 | 被 本 塁 打 | 与 四 球 | 敬 遠 | 与 死 球 | 奪 三 振 | 暴 投 | ボ 丨 ク | 失 点 | 自 責 点 | 防 御 率 | W H I P |
| --------- | --------- | ----- | ----- | ----- | ----- | -------- | ----- | ----- | -------- | ----------- | ----- | ----- | -------- | -------- | ----------- | -------- | ----- | -------- | -------- | ----- | -------- | ----- | -------- | -------- | ------- |
| 2007      | 阪神      | 53    | 0     | 0     | 0     | 0        | 1     | 1     | 0        | 7           | .500  | 246   | 58.1     | 53       | 2           | 23       | 1     | 4        | 52       | 3     | 0        | 19    | 16       | 2.47     | 1.30    |
| 2008      | 阪神      | 66    | 0     | 0     | 0     | 0        | 5     | 2     | 0        | 23          | .714  | 282   | 67.1     | 52       | 2           | 28       | 1     | 1        | 60       | 2     | 0        | 24    | 20       | 2.67     | 1.19    |
| 2009      | 阪神      | 46    | 0     | 0     | 0     | 0        | 1     | 0     | 0        | 3           | 1.000 | 201   | 47.2     | 44       | 5           | 17       | 1     | 1        | 34       | 2     | 0        | 19    | 18       | 3.40     | 1.28    |
| 2010      | 阪神      | 61    | 0     | 0     | 0     | 0        | 2     | 2     | 0        | 8           | .500  | 311   | 74.2     | 57       | 4           | 36       | 7     | 2        | 53       | 2     | 0        | 29    | 22       | 2.65     | 1.25    |
| 2011      | 阪神      | 56    | 0     | 0     | 0     | 0        | 5     | 1     | 0        | 12          | .833  | 216   | 54.2     | 39       | 2           | 14       | 3     | 1        | 36       | 1     | 0        | 12    | 12       | 1.98     | 0.97    |
| 2012      | 阪神      | 50    | 0     | 0     | 0     | 0        | 0     | 0     | 0        | 4           | ----  | 239   | 52.1     | 50       | 3           | 31       | 0     | 2        | 33       | 1     | 0        | 18    | 12       | 2.06     | 1.55    |
| 2013      | 阪神      | 15    | 0     | 0     | 0     | 0        | 1     | 0     | 0        | 2           | 1.000 | 64    | 14.1     | 11       | 2           | 10       | 0     | 1        | 8        | 2     | 0        | 6     | 6        | 3.77     | 1.47    |
| 2014      | 阪神      | 14    | 0     | 0     | 0     | 0        | 0     | 0     | 0        | 1           | ----  | 64    | 14.0     | 12       | 2           | 11       | 0     | 0        | 7        | 1     | 0        | 10    | 7        | 4.50     | 1.64    |
| 2015      | 阪神      | 1     | 0     | 0     | 0     | 0        | 0     | 0     | 0        | 0           | ----  | 7     | 1.1      | 1        | 0           | 2        | 0     | 0        | 1        | 0     | 0        | 0     | 0        | 0.00     | 2.25    |
| 通算：9年 | 通算：9年 | 362   | 0     | 0     | 0     | 0        | 15    | 6     | 0        | 60          | .714  | 1630  | 384.2    | 319      | 22          | 172      | 13    | 12       | 284      | 14    | 0        | 137   | 113      | 2.64     | 1.28    |

- 各年度の太字はリーグ最多

### 記録
初記録
投手記録
- 初登板：2007年4月22日、対読売ジャイアンツ6回戦（阪神甲子園球場）、7回表に3番手で救援登板、2回3失点
- 初奪三振：同上、8回表にデーモン・ホリンズから空振り三振
- 初ホールド：2007年5月13日、対東京ヤクルトスワローズ8回戦（明治神宮野球場）、3回裏1死に2番手で救援登板、1回無失点
- 初勝利：2007年8月3日、対広島東洋カープ12回戦（広島市民球場）、7回裏に2番手で救援登板、1回無失点

打撃記録
- 初安打・初打点：2011年5月12日、対広島東洋カープ6回戦（阪神甲子園球場）、3回裏に篠田純平から中前適時打

### 背番号
- 25（2006年 - 2007年）
- 12（2008年 - 2015年）
- 89（2024年 - ）

### 登場曲
- 「リンダリンダ」THE BLUE HEARTS（2006年）
- 「千年メダル」↑THE HIGH-LOWS↓（2007年 - 2009年、2013年- 2015年）
- 「ハスキー」↑THE HIGH-LOWS↓（2010年、2012年）
- 「ひらきっぱなし」ザ・クロマニヨンズ（2011年）